# تپه کیدان چغا کویری
تپه کیدان چغا کویری مربوط به دوران پیش از تاریخ ایران باستان تا دوران‌های تاریخی پس از اسلام است و در شهرستان بروجرد، روستای کیدان واقع شده و این اثر در تاریخ ۲۳ بهمن ۱۳۸۰ با شمارهٔ ثبت ۴۷۶۷ به‌عنوان یکی از آثار ملی ایران به ثبت رسیده است.